# Fernando de Castro da Silva Canedo
Fernando de Castro da Silva Canedo CvC • CvA • ComA • MOCE (Lisboa, São Mamede, 24 de Março de 1886 - 6 de Fevereiro de 1954) foi um militar e escritor português.

## Biografia
Filho de Domingos Eugénio da Silva Canedo e de sua mulher Joaquina Emília Bandeira de Castro.
Tenente-Coronel e, finalmente, Coronel de Infantaria, foi Combatente da Primeira Guerra Mundial em África com o posto de Major.
Era Cavaleiro da Ordem Militar de Avis a 5 de Outubro de 1921, Cavaleiro da Ordem Militar de Cristo, com Palma, por serviços em campanha, a 12 de Novembro de 1921 e Comendador da Ordem Militar de Avis a 16 de Maio de 1939, e possuía as seguintes Medalhas Militares: a Medalha de Ouro de Comportamento Exemplar, a Medalha de Prata Comemorativa das Campanhas do Exército Português, com a legenda Moçambique 1916-1918, a Medalha de Prata da Vitória, a Cruz de Mérito de Prata da Cruz Vermelha Portuguesa e a Medalha de Ouro de 1.ª Classe da Cruz Vermelha Espanhola.
Foi Sócio do Instituto Português de Heráldica e da Associação dos Arqueólogos Portugueses.
Foi autor da obra genealógica em três volumes A Descendência Portuguesa de El-Rei D. João II, Lisboa, 1946, e doutros trabalhos genealógicos inéditos.